# Hamadi Jebali
Hamadi Jebali (in arabo حمادي الجبالي‎?, "Ḥammādī al-Jabālī"; Susa, 12 gennaio 1949) è un politico tunisino.
Dal dicembre 2011 al 14 marzo 2013 è stato primo ministro della Tunisia. È inoltre il segretario generale del movimento Ennahda, un partito islamico relativamente moderato tunisino.

## Biografia
Nato a Susa, Hamadi Jebali studiò ingegneria, conseguendo una laurea in ingegneria meccanica all'Università di Tunisi e concludendo un master in ingegneria fotovoltaica a Parigi. In quanto specialista nel settore, avviò un'attività imprenditoriale propria nel campo dell'energia solare ed eolica.
Nel 1981 entrò a far parte del Movimento islamico tunisino, rinominato poi Movimento della Rinascita. È stato direttore e caporedattore al-Fajr (L'Alba), il settimanale ufficiale di Ennahda. Per lungo tempo è stato membro dell'esecutivo di tale partito, di cui rimane segretario.
Il 6 febbraio 2013, dopo l'omicidio di Chokri Belaid e la crisi politico-istituzionale che ne segue, Jebali propone la dissoluzione del governo e la sua sostituzione con un governo di tecnici, oltre che l'organizzazione di nuove elezioni nel minor tempo possibile. Tuttavia, il giorno successivo, il partito Ennahda smentisce le posizioni di Jebali e rifiuta di ricorrere ad un governo tecnico per risolvere la crisi.